# Dechavador

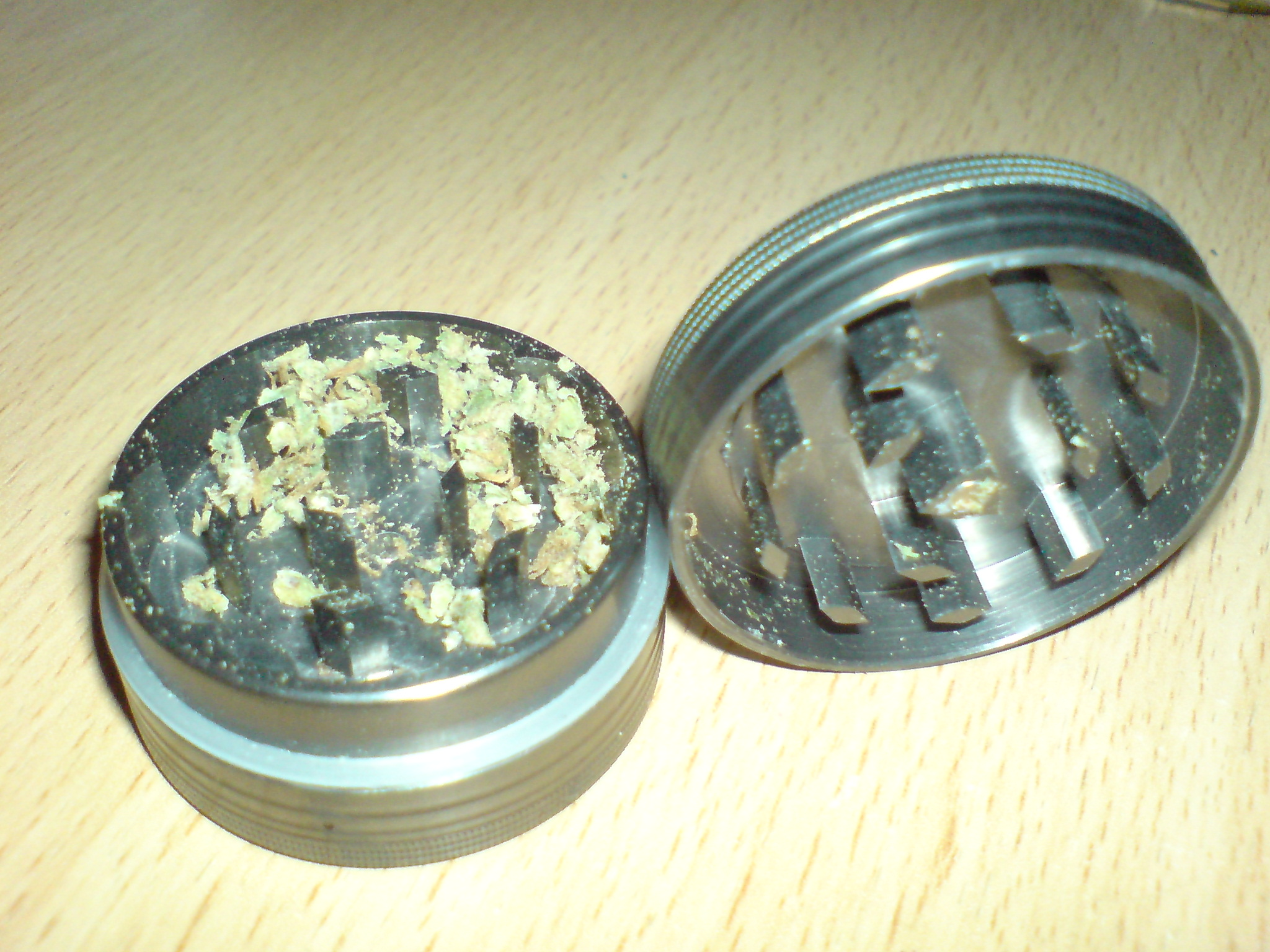
Dechavador em metal

Um dechavador ou dichavador, também conhecido como desbelotador, esmurrugadorou triturador, é um pequeno aparelho com um sistema interno moedor ou triturante utilizado para, entre outros fins, preparar o tabaco ou outros tipos de fumo ou como moedor de ervas finas e especiarias.

## Descrição
Um dechavador normal consiste de um dispositivo cilíndrico, com duas metades (superior e inferior), com dentes ou pinos cortantes alinhados de forma que o material no interior é triturado. Existem também dechavadores com dois ou três compartimentos, com uma tela fina que separa o compartimento inferior do topo.